# Swiftia pallida
Espèce
Swiftia pallida est une espèce de gorgones de la famille des Plexauridae.

## Description
Cette espèce mesure une dizaine de centimètres mais peut atteindre une hauteur double. C'est une gorgone de couleur crème, tirant parfois sur le gris ou le rose.